# بوروواتس (مدوجا)
بوروواتس (به صربی: Borovac) یک منطقهٔ مسکونی در صربستان است که در مدوجا واقع شده‌است. بوروواتس ۵۹ نفر جمعیت دارد.